# Консисторія (католицизм)
Консисторія (від лат. consistorium — місце зборів; рада) — в католицизмі збори кардиналів, які скликаються і очолюються Папою Римським, а також орган церковно-адміністративного управління при єпископах в Російській імперії, Німеччині та Австрії. 

## Римська консисторія

### Історія
Початково консісторієм називалася таємна імператорська рада в Стародавньому Римі, яка займалася законодавчими питаннями. Перші відомості про консисторії як про збори кардиналів відносяться до першої половини IX століття. З XI століття консисторія розпочала займатися всіма питаннями, що стосуються віри і церковної дисципліни, а також вирішенням поточних проблем внутрішньої і зовнішньої політики Церковної держави. Про значну роль консисторії в середні віки свідчить той факт, що Папа Римський Олександр III розпорядився скликати консисторію раз в місяць, а Інокентій III — 3 рази на тиждень. Зазвичай консисторія збиралася в одному з папських палаців, з 1870 року — виключно у Ватикані.
До оприлюднення кодексу канонічного права 1983 року існувало кілька різновидів консисторії: таємна або ординарна; відкрита (публічна) або екстраординарна, і напіввідчинена. Таємні консисторії засідали в залі консисторій Апостольського палацу Ватикану, відкриті — в соборі Святого Петра або Сікстинській капелі. В даний час проводяться тільки ординарні і екстраординарні консисторії, які збираються в залі консисторій на 2-му поверсі Апостольського палацу.

### Ординарна консисторія
Ординарна консисторія — зібрання, на яке скликаються якщо не всі кардинали, то, по меншій мірі, присутні в Римі, для обговорення окремих важливих питань або для відзначення найбільш урочистих подій.
На ординарній консисторії проголошуються нові кардинали, призначення нових архієпископів, єпископів і прелатів, оголошується створення нових єпархій і вирішуються особливо складні церковні та фінансові питання. На початку консисторії, на якій мають право висловлюватися тільки кардинали, папа римський виголошує промову (allocutio). Нині ординарна консисторія може мати відкритий характер в тих випадках, коли вона присвячена відзначенню окремих урочистостей. На відкриту просту консисторію допускаються члени дипломатичного корпусу, акредитовані при Святому Престолі, прелати і делегації країн і єпархій, єпископи яким надають звання кардинала. У цих випадках засідання консисторії переносяться в зал аудієнцій Павла VI (зал аудієнцій).

### Екстраординарна консисторія
Екстраординарна консисторія — зібрання всіх кардиналів для розгляду особливо важливих питань або ж якщо цього вимагають особливі потреби церкви.